# Carlos Colón
Carlos Edwin Colón Gonzalez Sr., noto più semplicemente come Carlos Colón (Santa Isabel, 18 luglio 1948), è un ex wrestler portoricano.
Colón è una vera e propria leggenda a Porto Rico, essendo stato, oltre che lottatore pluripremiato (ventisei volte campione del mondo WWC), anche promoter di wrestling e proprietario e fondatore della World Wrestling Council, la maggiore federazione di wrestling del Paese. È il padre dei wrestler Carly Colón, conosciuto come "Carlito", e di Eddie Colón, conosciuto come "Primo Colón". Inoltre è zio di Epico (vero nome Orlando Colón).
Colón ha più di settanta cicatrici sulla fronte, ricordo dei moltissimi match brutali e sanguinari che ha disputato nel corso degli anni.

## Biografia
Colón nacque a Santa Isabel, piccola comunità agricola situata nel Sud di Porto Rico. Nato in una famiglia numerosa con altri sei fratelli, Carlos emigrò negli Stati Uniti raggiungendo il quartiere di Brooklyn a New York nel 1961, insieme al resto della sua famiglia. Pieno di ammirazione per i lottatori Antonino Rocca e Miguel Pérez, iniziò a frequentare assiduamente la palestra, con in mente l'idea di diventare un wrestler professionista. La sua dedizione verso questo sport, e la buona educazione che mostrava verso tutti gli altri, gli fecero ben presto conquistare il rispetto dei colleghi. Il primo match di una qualche importanza, lo ebbe a Boston (Massachusetts), il 16 febbraio 1966, scontrandosi con Bobo Brazil. Per questo suo primo incontro, Colón fu pagato solamente 15 dollari in tutto per la sua partecipazione. Diventò in seguito un lottatore "itinerante" spostandosi dalla costa orientale degli Stati Uniti al Canada nei successivi tre anni di carriera, stabilendo la sua residenza nella città di Montréal.

## World Wrestling Council

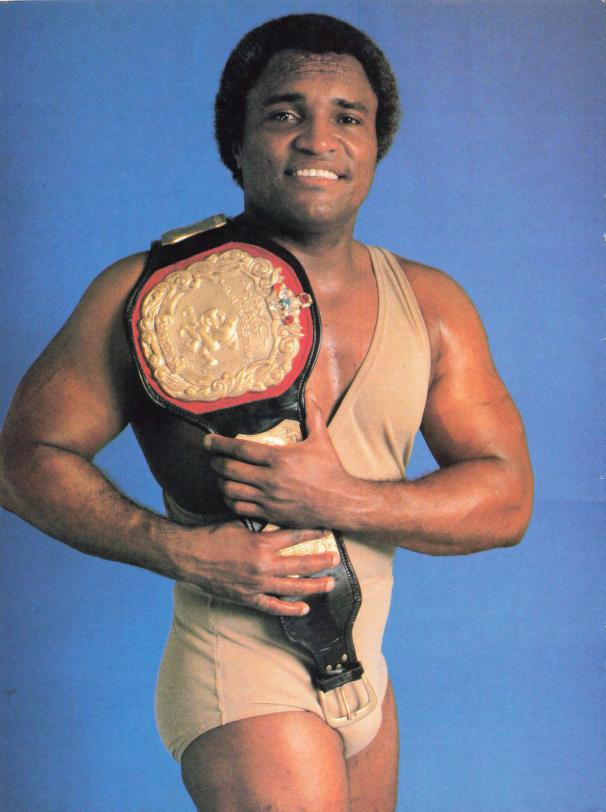
Colón con la cintura di campione WWC

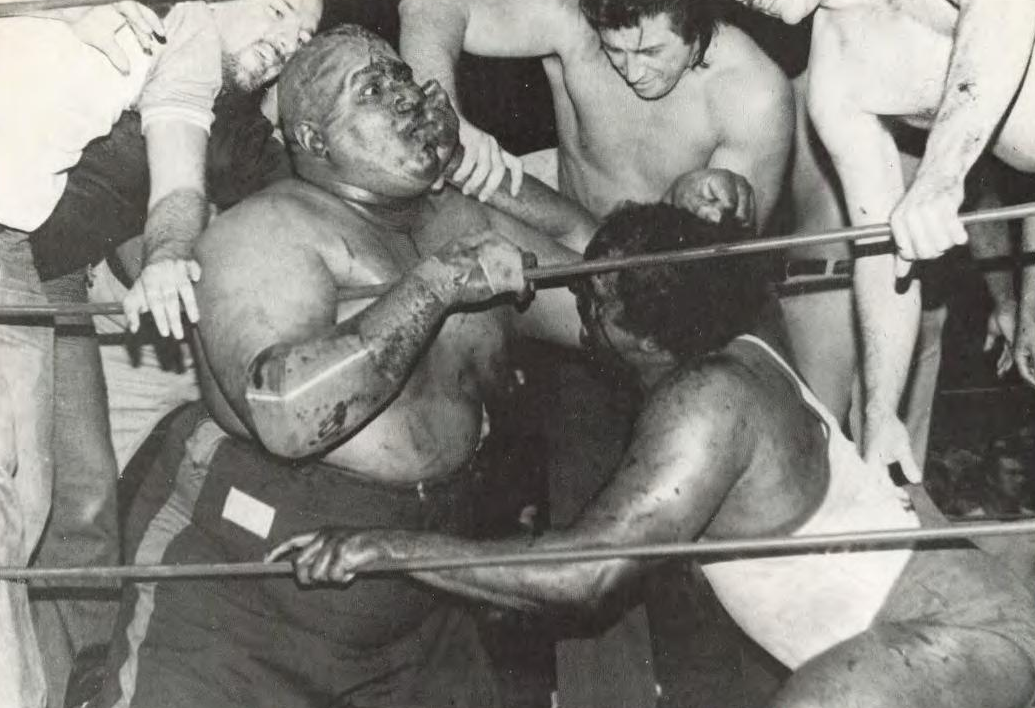
Colón vs Abdullah the Butcher

Sentendo nostalgia di casa e venendo a conoscenza dell'inconsistenza del wrestling nel suo Paese natale, Colón fece ritorno a Porto Rico nel 1973. In patria, insieme al wrestler di origine croata Victor Jovica, fondò una piccola federazione, la Capitol Sports Promotions (in seguito diventata World Wrestling Council), che organizzava incontri di lotta trasmessi in televisione il sabato e la domenica sul canale WAPA-TV. In quegli anni lottò contro avversari come Barrabas, Black Georgie e Pérez, tutte star locali, dividendo le luci della ribalta con Rocca, Huracán Castillo e altri. Aiutò enormemente la diffusione del wrestling nel suo Paese, e contribuì alla crescita professionale di atleti come Los Super Médicos, Los Invaders e Chicky Starr, che divennero grossi nomi del settore nella zona locale. La sua federazione fu anche responsabile dell'avvento a Porto Rico di molti wrestler americani come Randy Savage, Ric Flair, Bruiser Brody, Stan Hansen, e altri, tutti invitati ad esibirsi nella compagnia di Colón. Il grande avversario storico di Colón, è però sempre stato Abdullah the Butcher, con il quale ebbe numerosi feud brutali e sanguinosi per circa vent'anni. Si racconta che Colón abbia affermato: «L'80% del sangue che ho versato sul ring, lo devo ad Abdullah».
Colón è stato per ben 26 volte WWC Universal Heavyweight Champion, tra il 1982 e il 1999. Nel 1983, dopo aver perso un match contro Bruiser Brody, dovette ricoverarsi in ospedale a causa delle ferite riportate per mano di Brody. La notizia del suo ricovero finì in prima pagina sui giornali El Vocero e El Nuevo Día, due dei maggiori quotidiani di Porto Rico. Due settimane dopo, si vendicò sconfiggendo Brody in un rematch.

### Mancato NWA World Heavyweight Champion
Il 6 gennaio 1983, sconfisse il campione mondiale NWA Ric Flair in un match di "unificazione delle cinture" che diede vita al titolo WWC Universal Heavyweight Title, ma il risultato dell'incontro non venne mai ufficialmente omologato dalla NWA o trasmesso in TV a livello nazionale. Si suppone che Colón abbia riceduto la cintura a Flair il 23 gennaio del 1983, ma non esistono testimonianze certe in merito. Il cambio di titolo non fu comunque riconosciuto e la NWA non considera Colón un ex-campione NWA World Heavyweight. Fotografie del match mostrano l'arbitro che consegna la cintura a Carlos dopo la vittoria, ma non gli venne mai ufficialmente assegnato il titolo NWA. Durante successive interviste, Ric Flair affermò che il titolo NWA non era in palio durante quell'incontro; aggiungendo che l'unificazione dei titoli era stata proposta, ma non accettata.

## World Wrestling Federation e ritiro
Nel 1993, Colón fece una fugace comparsata nella World Wrestling Federation, inclusa un'apparizione all'annuale edizione della Royal Rumble. Dopo di ciò, decise di ritirarsi momentaneamente dal wrestling combattuto, scegliendo di dedicarsi all'addestramento dei due figli maschi, Carly Colón, e Eddie Colón, che volevano seguire le orme del padre nella lotta. Colón ha anche due figlie, Stacy Colón e Melissa.
Carlos Colón è riapparso in WWE nel 2006, durante una puntata di WWE Raw trasmessa dal Madison Square Garden. Era tra il pubblico a tifare per suo figlio Carlito. In quell'occasione, negoziò anche un contratto con la WWE per l'altro figlio, Eddie Colón.
Il ritiro ufficiale dalle scene di Colón si è tenuto durante l'evento Aniversario 2008, organizzato nel José Miguel Agrelot Coliseum il 19 luglio del 2008.
Nella puntata di Smackdown del 14 marzo viene annunciato che Carlos Colòn sarà il quinto introdotto nella WWE Hall of Fame classe 2014.

## Personaggio

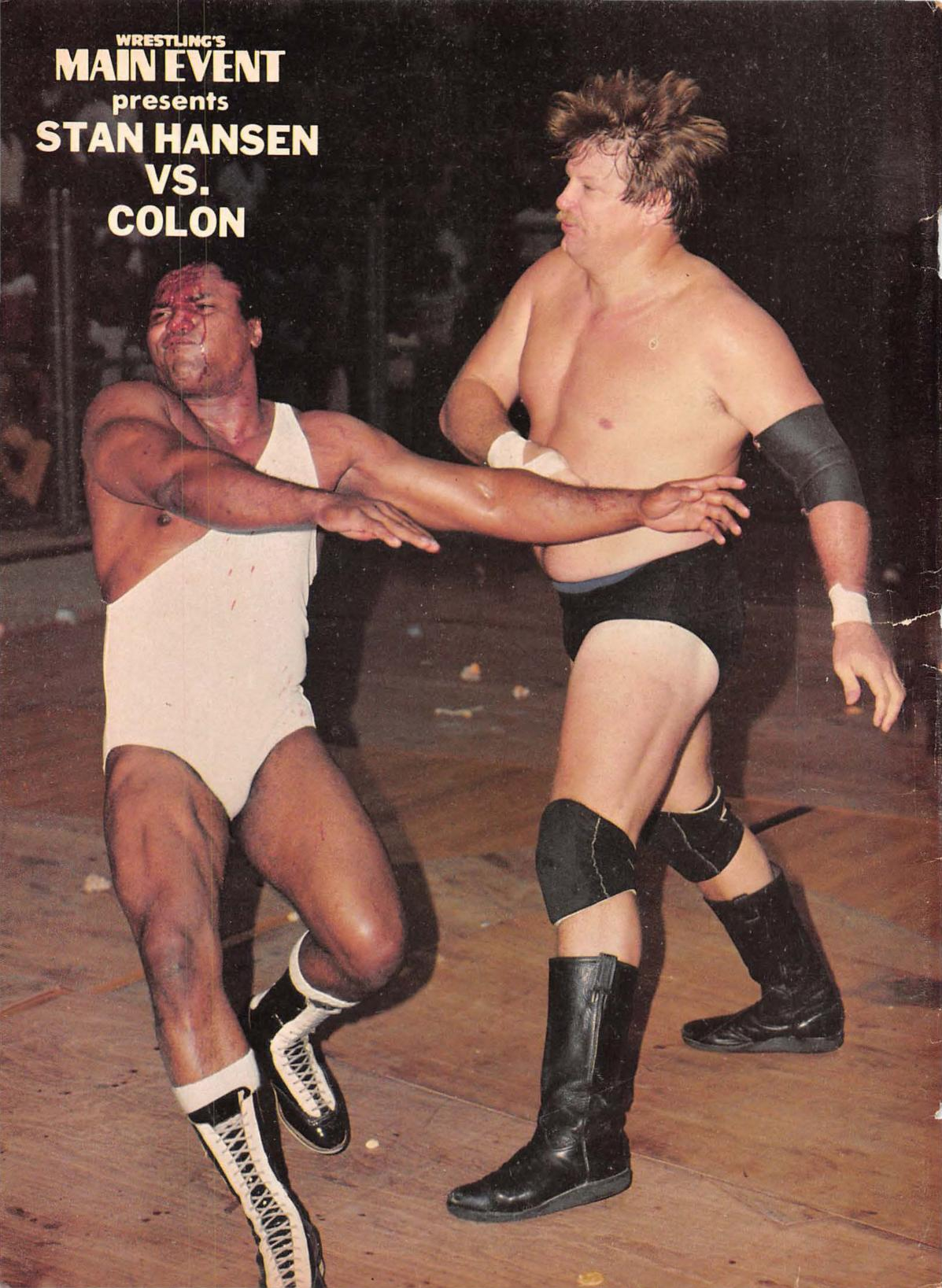
Colón vs Stan Hansen (1985)

Mossa finale
- Figure four leglock

Soprannomi
- "El Acrobata de Puerto Rico"

## Titoli e riconoscimenti
- Pro Wrestling Illustrated
  - 129º tra i 500 migliori wrestler singoli nella PWI 500 (1991)
  - 39º tra i 500 migliori wrestler singoli nei "PWI Years" del 2003.
- Funking Conservatory
  - FC Tag Team Championship (1) – con Eddie Colón
- Stampede Wrestling
  - NWA International Tag Team Championship (Calgary version) (1) – con Gino Caruso
- World Wrestling Council
  - NWA World Heavyweight Championship (1)[3]
  - WWC Hardcore Championship (2)
  - WWC North American Heavyweight Championship (8)
  - WWC North American Tag Team Championship (11) – con Miguel Perez (2), Jose Rivera (2), Gino Caruso (1), Bob Ellis (1), Victor Jovica (1), Chief Thunder Cloud (1), Huracán Castillo (1), Eric Froelich (1), & Invader I (1)
  - WWC Puerto Rico Heavyweight Championship (9)
  - WWC Universal Heavyweight Championship (26)
  - WWC World Junior Heavyweight Championship (1)
  - WWC World Heavyweight Championship (2)
  - WWC World Tag Team Championship (3) – con Jose Rivera (1), Pedro Morales (1), & Invader I (1)
  - WWC World Television Championship (4)
- Wrestling Observer Newsletter
  - Wrestling Observer Newsletter Hall of Fame (Classe del 2015)[4]
- WWE
  - WWE Hall of Fame (Classe del 2014)